# Ōme
Ōme (jap. 青梅市 Ōme-shi) – miasto w Japonii, na wyspie Honsiu, nad rzeką Tama, w prefekturze Tokio. Ma powierzchnię 103,31 km². W 2020 r. mieszkało w nim 133 587 osób, w 56 570 gospodarstwach domowych  (w 2010 r. 139 232 osoby, w 53 202 gospodarstwach domowych).

## Miasta partnerskie

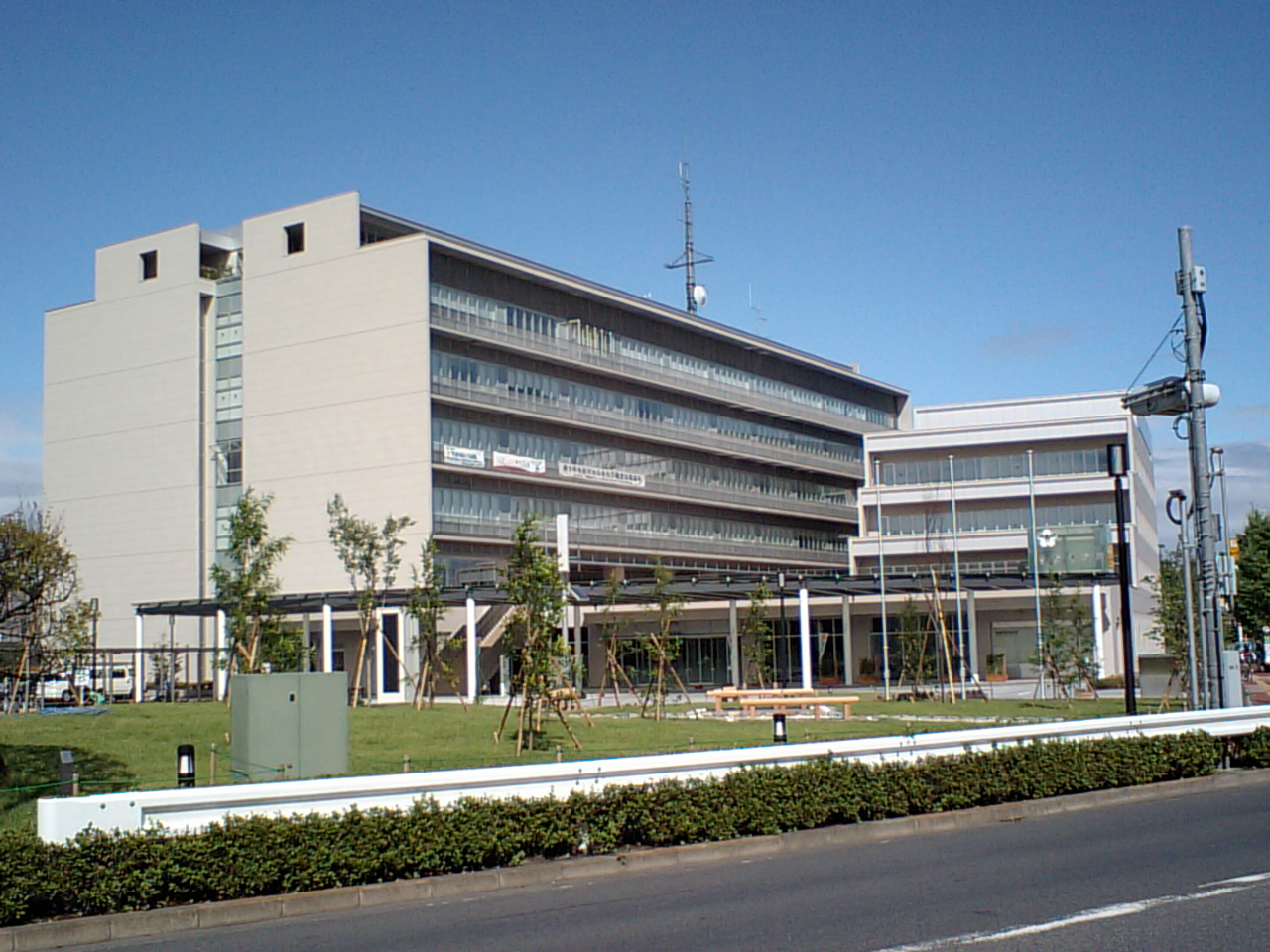
Ōme City Hall

- Boppard, Niemcy